# Reinhold Liwe
Reinhold Liwe, kallad svarta Liwen, född 19 november 1621, död 19 september 1665, var en svensk friherre och militär. Han var far till Bernhard von Liewen.

## Biografi
Reinhold Liwe var son till lantmarskalken i Estland Bernhard Liwe och hans hustru Gertrud Yxkull. Han gick 1640 i svensk tjänst som kornett vid Fritz Löwes regemente. År 1642 hade han befordrats till löjtnant vid samma regemente. År 1645 utnämndes Liwe till kapten vid Livgardet, och 1646 befordrades han till major och 1651 till överstelöjtnant vid samma regemente. Jämte brodern Bernhard Otto Liwe och farbrodern Jürgen Liwe upphöjdes han 1653 i friherrligt stånd, med Eksjö stad och åtskilliga gods och gårdar i Småland som sitt friherreskap, vilka gods redan genom Norrköpings beslut givits till hans farfar Reinhold Liwe. Reinhold Liwe blev 1654 guvernör på Ösel, och samtidigt kommendant på Arensburgs slott. År 1660 befordrades han till överste och 1664 till generalmajor av infanteriet.